# Monasterio de Santa María (Sobrado)
El monasterio de Santa María de Sobrado es un monasterio español de fundación medieval que se encuentra ubicado en Sobrado (La Coruña), Galicia. Es también conocido como monasterio de Sobrado de los Monjes (en gallego: Mosteiro de Santa María de Sobrado dos Monxes). 
En 2015, en la aprobación por la Unesco de la ampliación del Camino de Santiago en España a «Caminos de Santiago de Compostela: Camino francés y Caminos del Norte de España», fue incluido como uno de los bienes individuales (n.º ref. 669bis-016) del camino costero.

## Historia

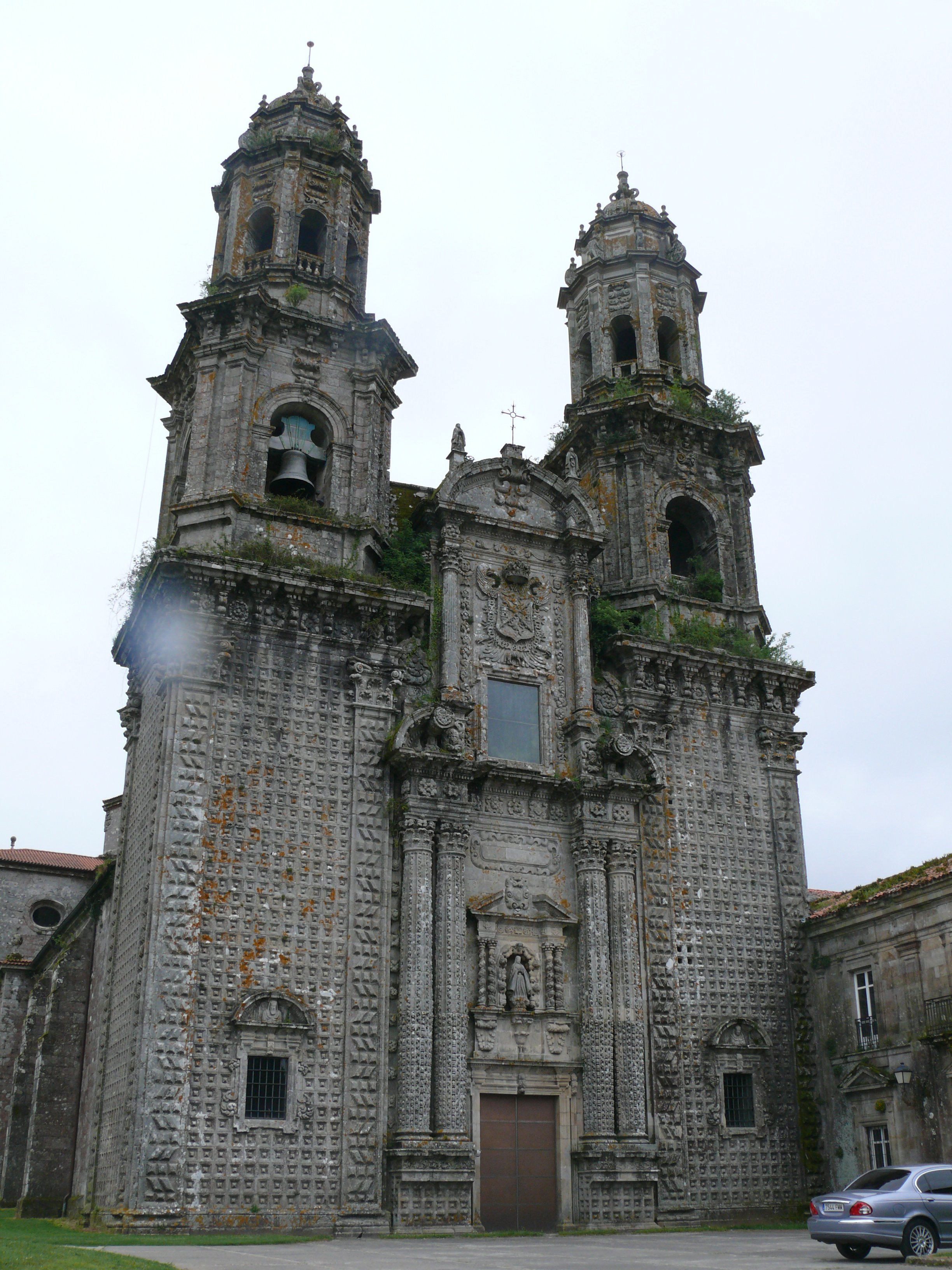
Fachada de la iglesia

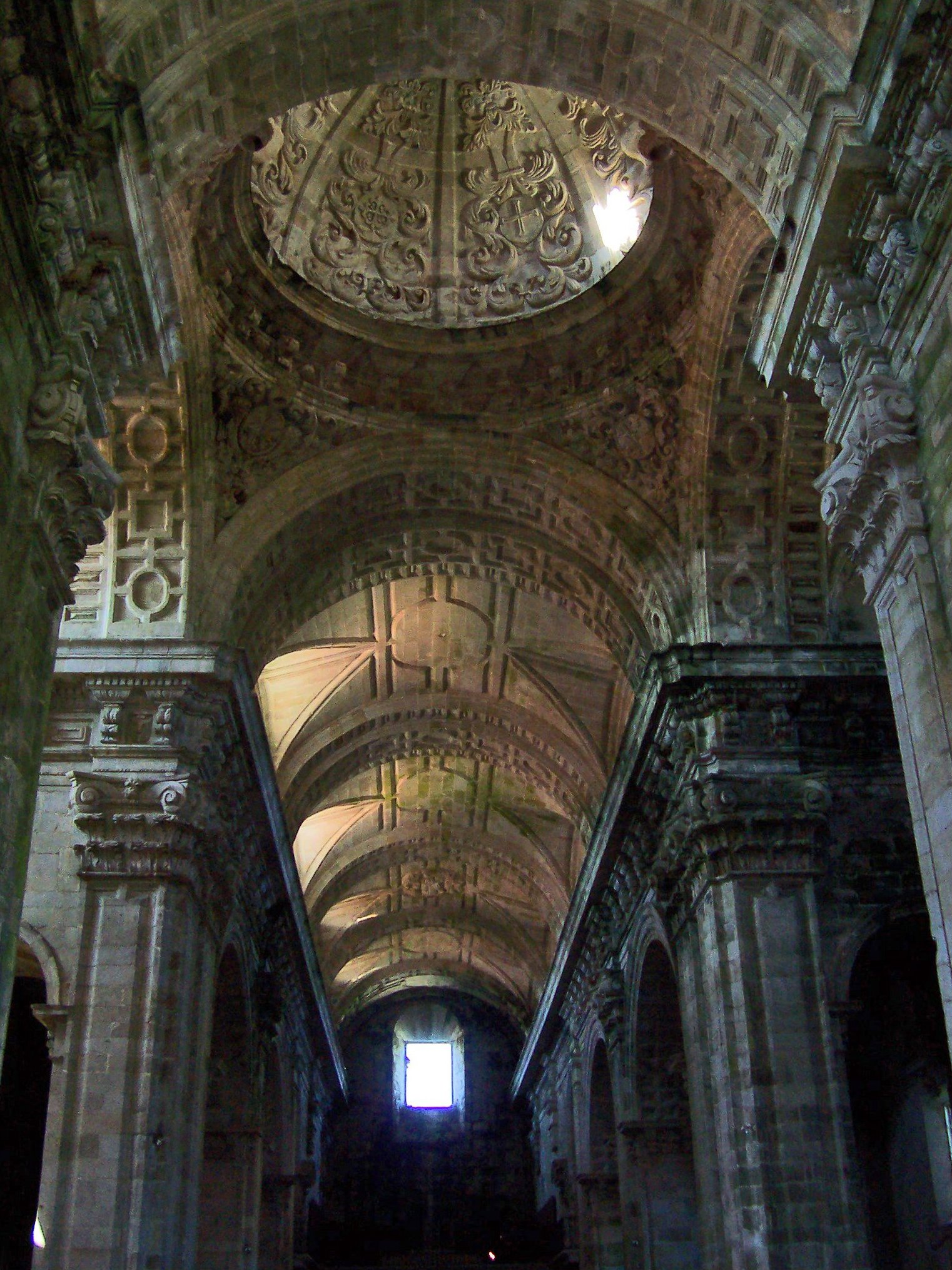
Interior de la iglesia

El monasterio fue fundado cerca del año 951 por el obispo Sisnando Menéndez, hijo de Hermenegildo Alóitez y de su mujer Paterna, condes de Présaras, quienes en mayo y octubre de 951 hicieron varias donaciones al cenobio.  Aparece citado ya en documentos de finales del siglo X, con el nombre de San Salvador. La historia de los 150 primeros años de vida del monasterio es difícil de reconstruir; sabemos que a principios del siglo XII el monasterio se encontraba abandonado.   El monasterio fue heredado por los descendientes de los fundadores, miembros de la Casa de Traba, y casi dos siglos después, en enero de 1142, dos de los personajes más destacados de este linaje, Fernando y su hermano Bermudo Pérez de Traba, entregaron el monasterio a los monjes cistercienses.  Fue entonces cuando San Bernardo de Claraval envió desde la Abadía de Claraval, en Francia, de donde era abad, una comunidad de monjes. Así, el 14 de febrero de 1142, comenzó en Santa María de Sobrado la vida monástica cisterciense. 
Durante el resto del siglo XII y el siglo XIII el monasterio desarrolló una gran actividad espiritual y económica. Después, como la mayoría de los monasterios de España y Europa, conoció una etapa de decadencia que se detuvo en el año 1498 al incorporarse a la congregación de San Bernardo de Castilla de la orden del Císter. El monasterio recuperó gran parte de su grandeza; la mayoría de los edificios que actualmente se conservan comenzaron a construirse a partir de esta nueva época. La monumental iglesia se terminó a finales del siglo XVII y en el año 1708 se consagró solemnemente. 
Durante la Primera Guerra Carlista toda la comunidad monástica abrazó la causa de Carlos V y jugó un importante papel en Galicia financiando y auxiliando a la partida carlista de Antonio María López que actuó en el entorno de Santiago de Compostela.
Santa María de Sobrado sufrió una nueva etapa de decadencia, que culminó en 1834: el 21 de septiembre de 1834 se suprimió por real orden el monasterio. Al año siguiente, 1835, la mayor parte de los monasterios de España fueron también suprimidos, por una orden general y definitiva de desamortización. El monasterio de Santa María de Sobrado, sus edificios y posesiones fueron vendidos a personas no relacionadas con la institución religiosa o eclesiástica. Se inició un deterioro progresivo de los edificios que acabaron convirtiéndose en un enorme montón de ruinas y piedras. 
En el año 1954, por encargo del cardenal Fernando Quiroga Palacios, arzobispo de Santiago de Compostela, el Monasterio Cisterciense de Viaceli, situado en la localidad de Cóbreces, en Cantabria, se hizo cargo de su reconstrucción, y en el mes de julio de 1966 envió una comunidad de monjes de la Orden Cisterciense de la Estrecha Observancia (Trapenses). El 25 de julio de 1966, solemnidad del Apóstol Santiago, comenzó nuevamente la vida monástica en el monasterio de Santa María de Sobrado.

## Galería de imágenes

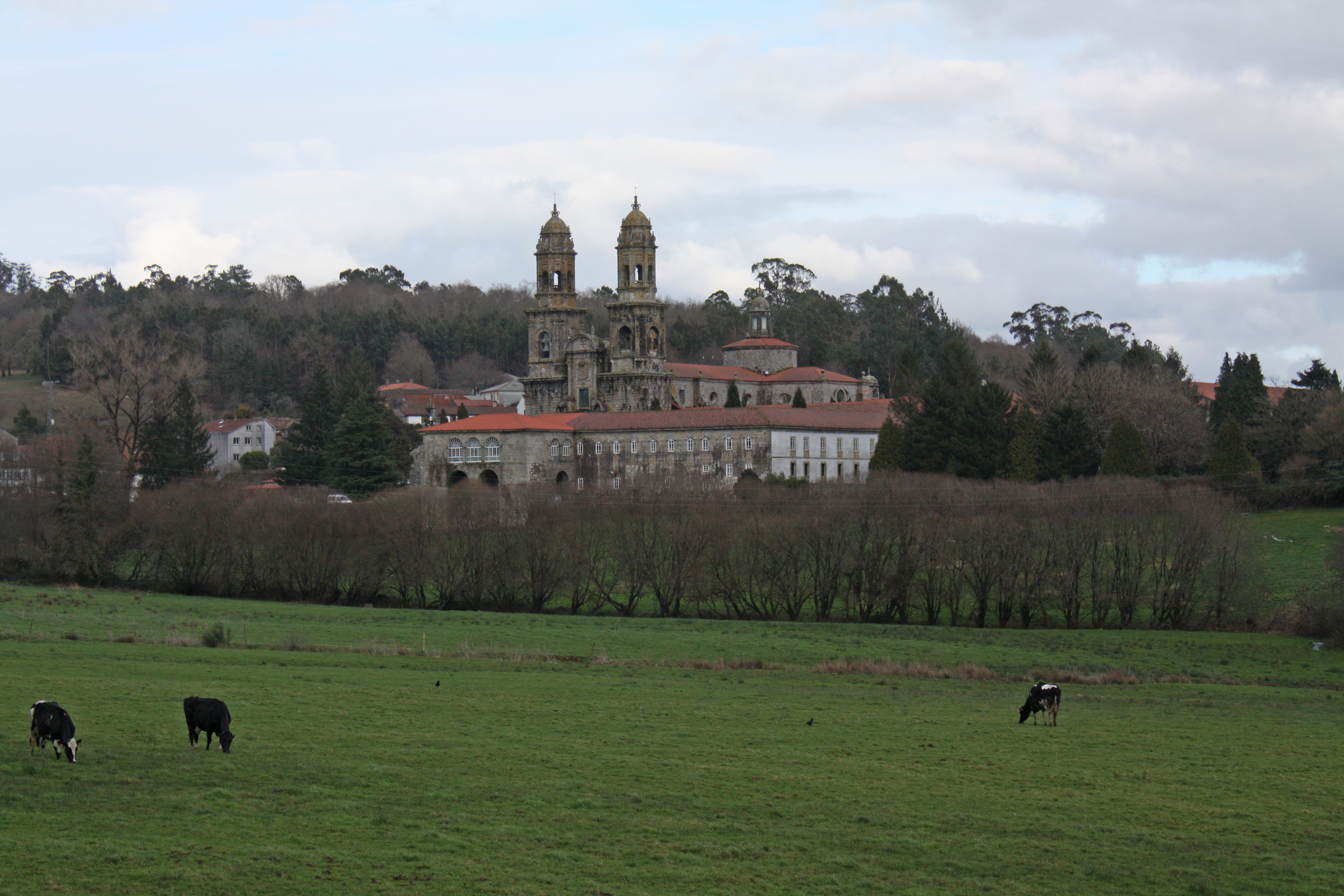
Vista lejanaVista aérea del Monasterio de Santa María de Sobrado realizada con dron por AnDrones
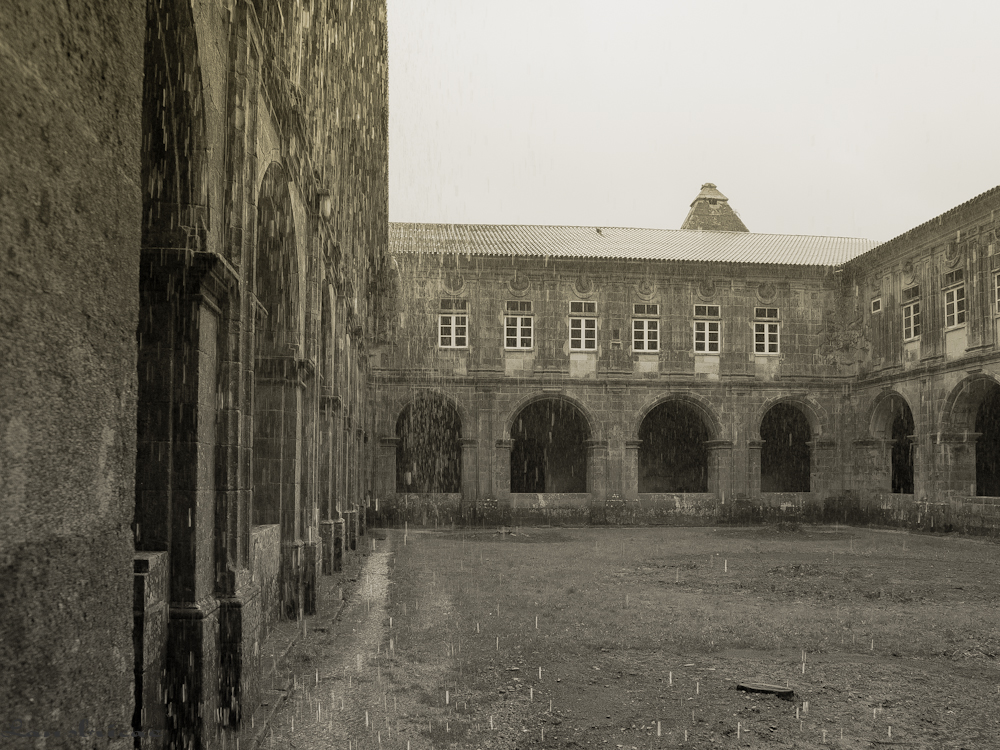
Claustro de los medallones
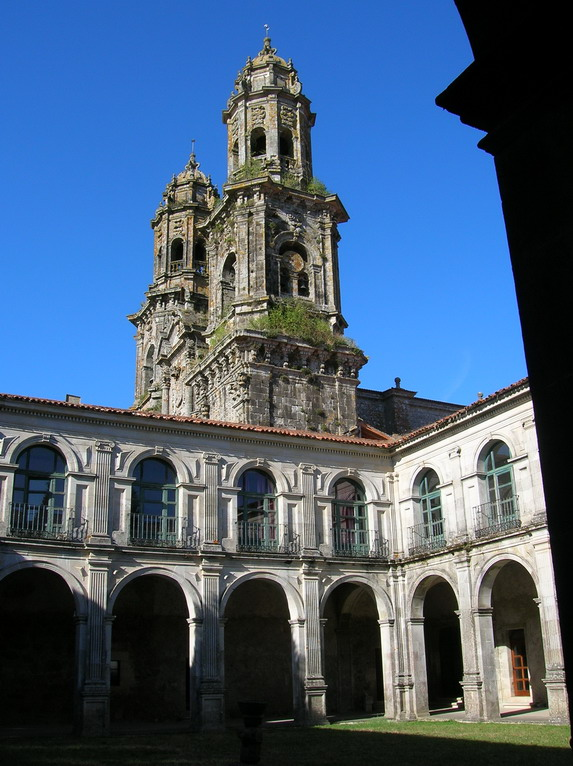
Claustro de entrada o de los peregrinos
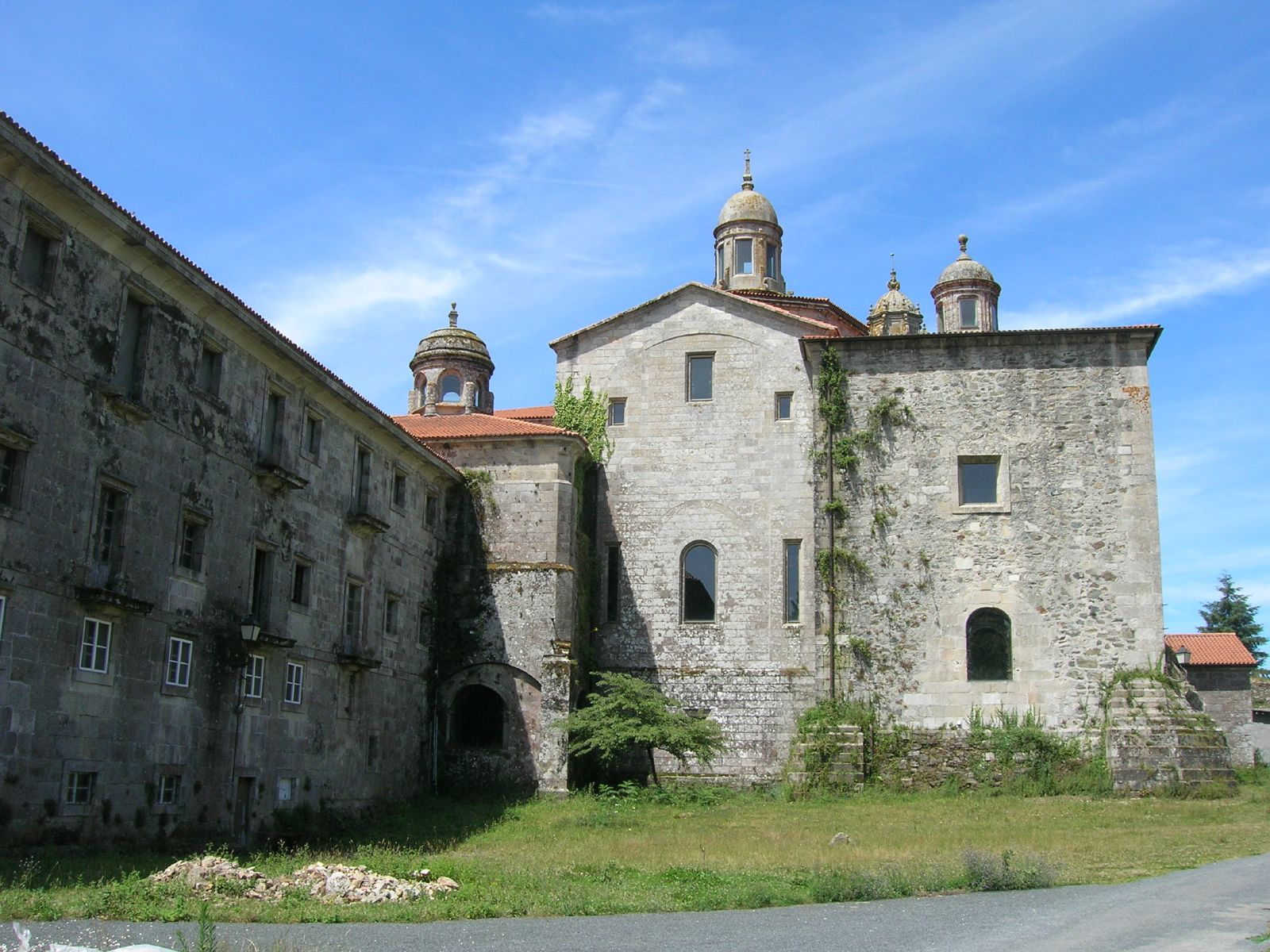
Testero de la iglesia
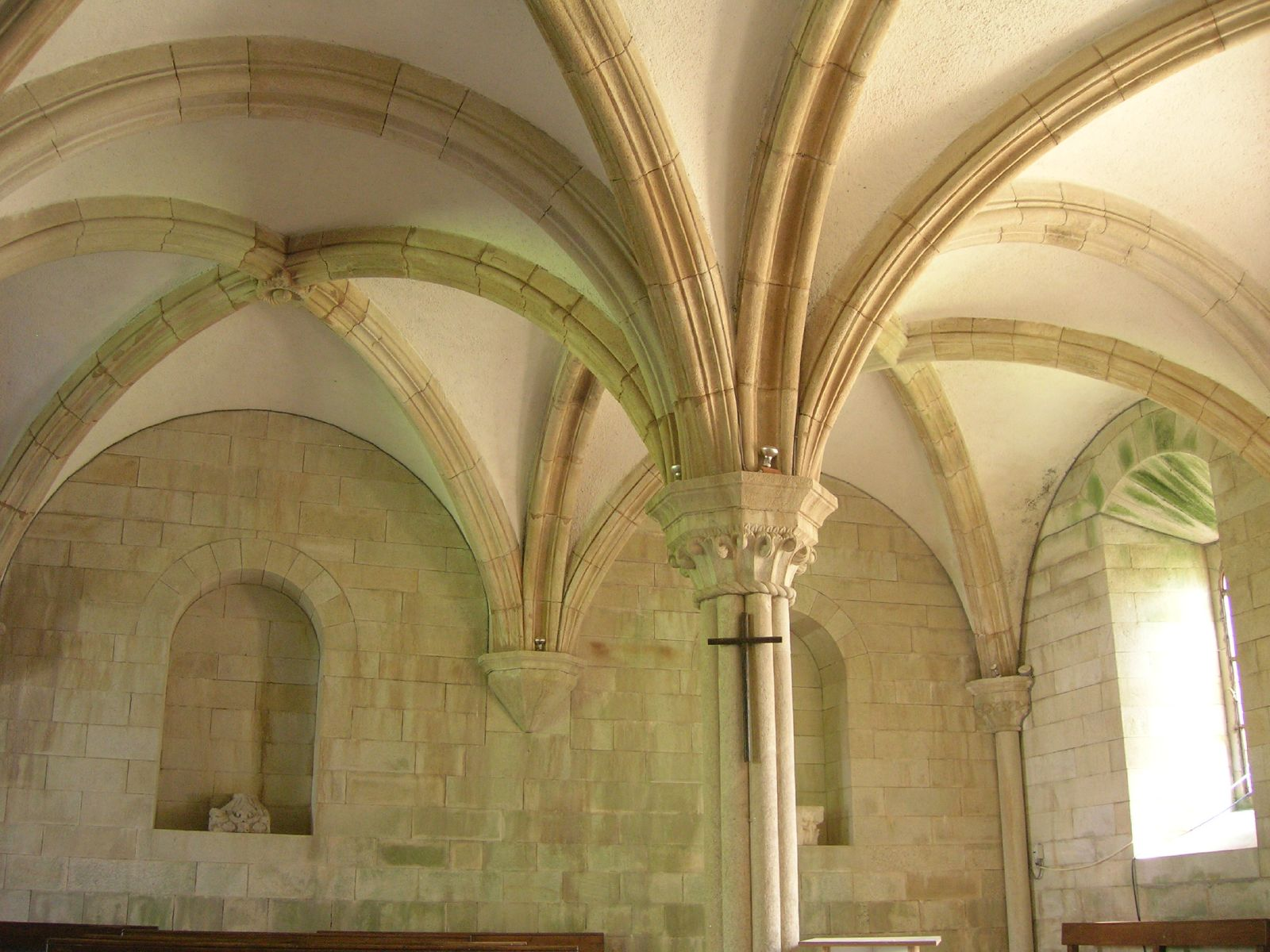
Interior de la sala capitular